# 富涯王宫圣堂
富涯王宫圣堂全名富涯圣母无染原罪圣殿是一座天主教的宗座圣殿，建筑呈现新哥特风格，位于越南北部南定省春长县春芳社富涯村。

## 历史

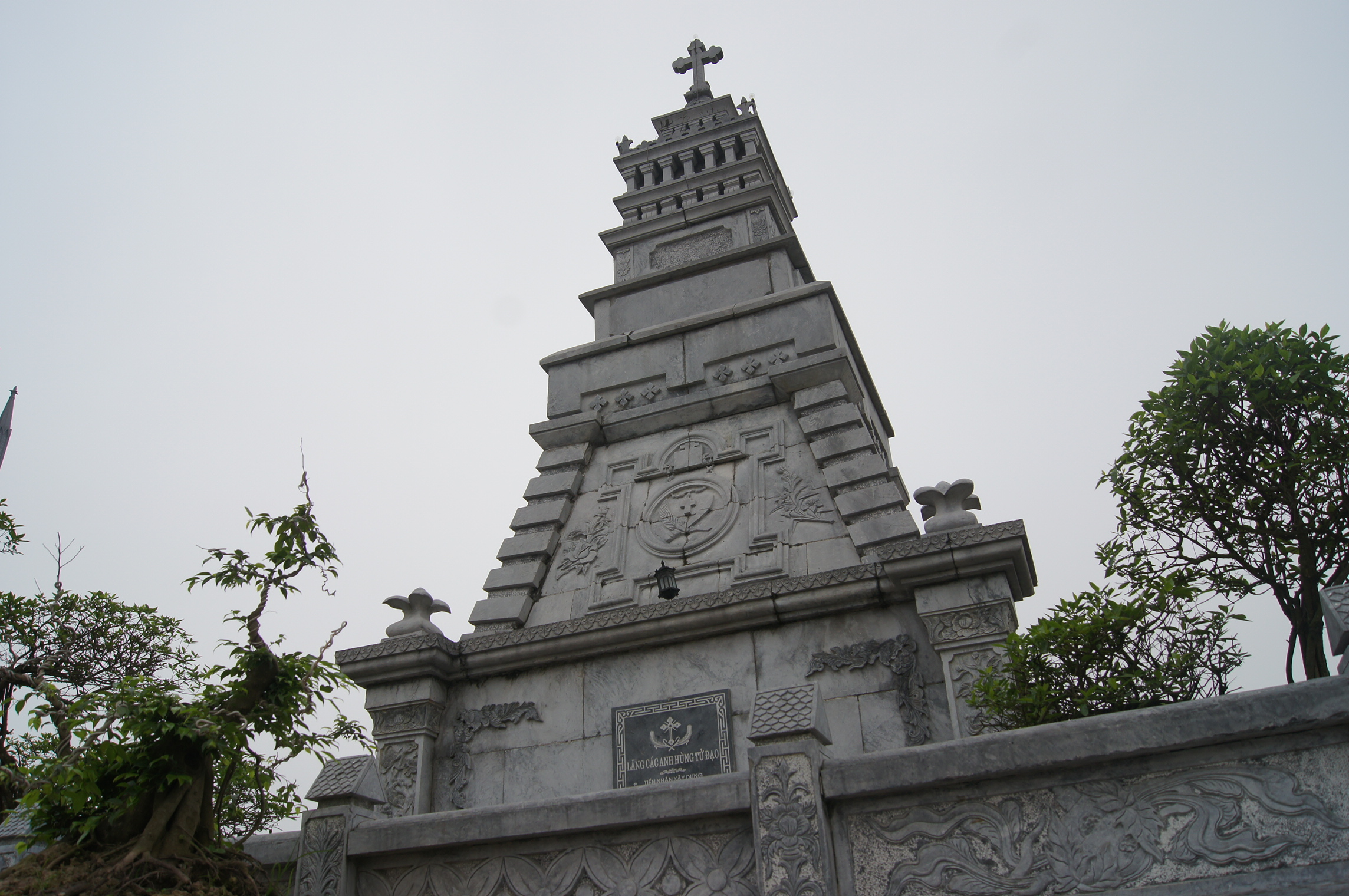
殉道圣人墓

富涯教堂属于天主教裴洲教区，曾是西班牙道明会在越南管理的主要教堂之一。越南天主教会最早的两位主教之一，郎伯尔主教（Pierre Lambert de la Motte）于1670年在这个教区祝圣
该堂始建于1862年，在此之前，嗣德帝与法国签订壬戌条約（第一次西贡条約），承认天主教在越南為合法宗教。1881年第一座教堂建成。1916年开始建造新教堂，于1923年完成。1929年6月24日，风暴摧毁了教堂。为了重建教堂，不少人向教堂提供了资金，1933年12月8日圣母无染原罪日这一天重新启用:821-822。2003年，阮周桢神父重修教堂，2004年9月26日祝圣。2008年，该堂由本笃十六世升格为宗座圣殿

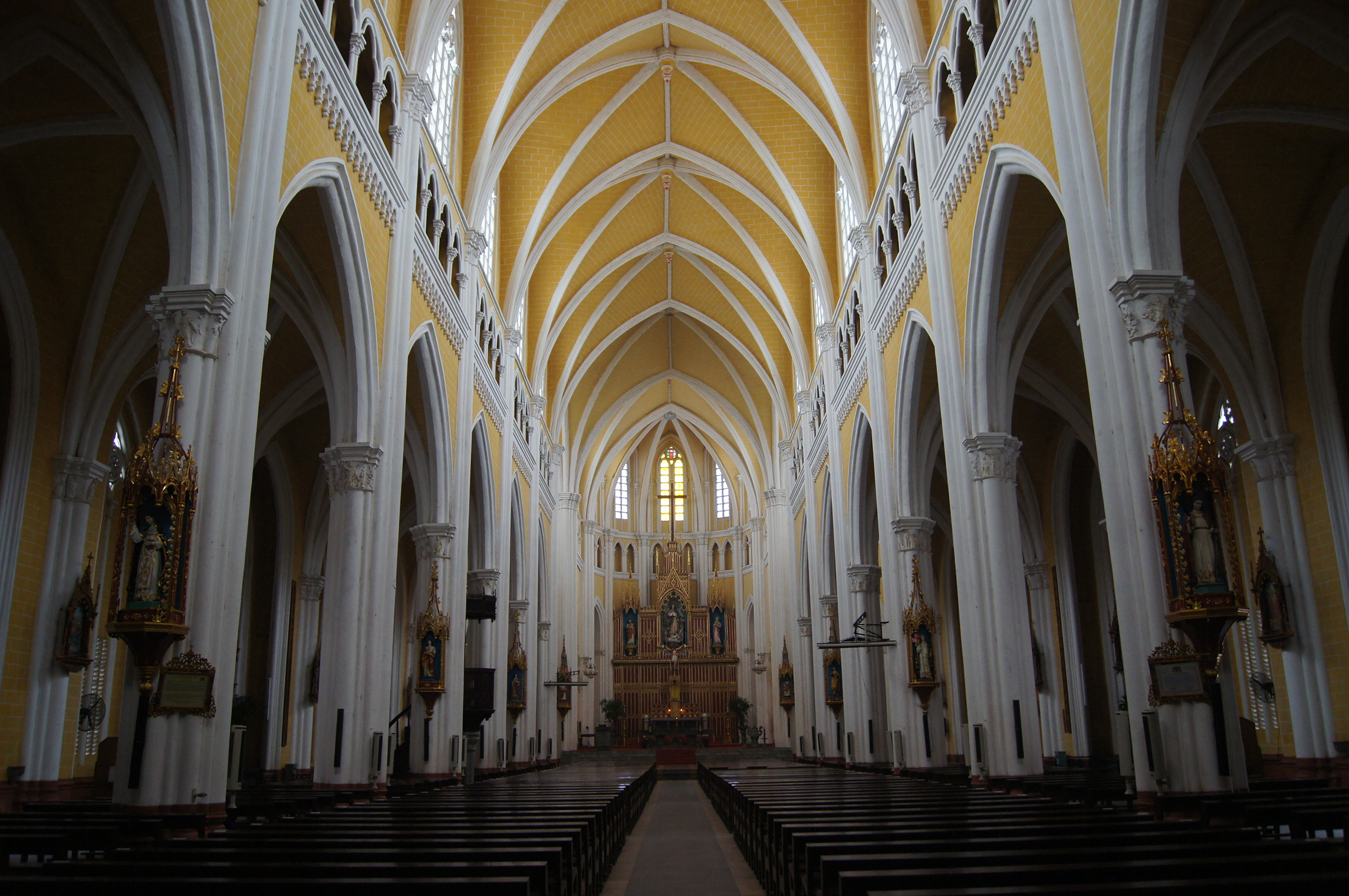
内部

## 建筑
教堂高30米，两侧的钟楼高44米。4口大钟，每个重达2吨。

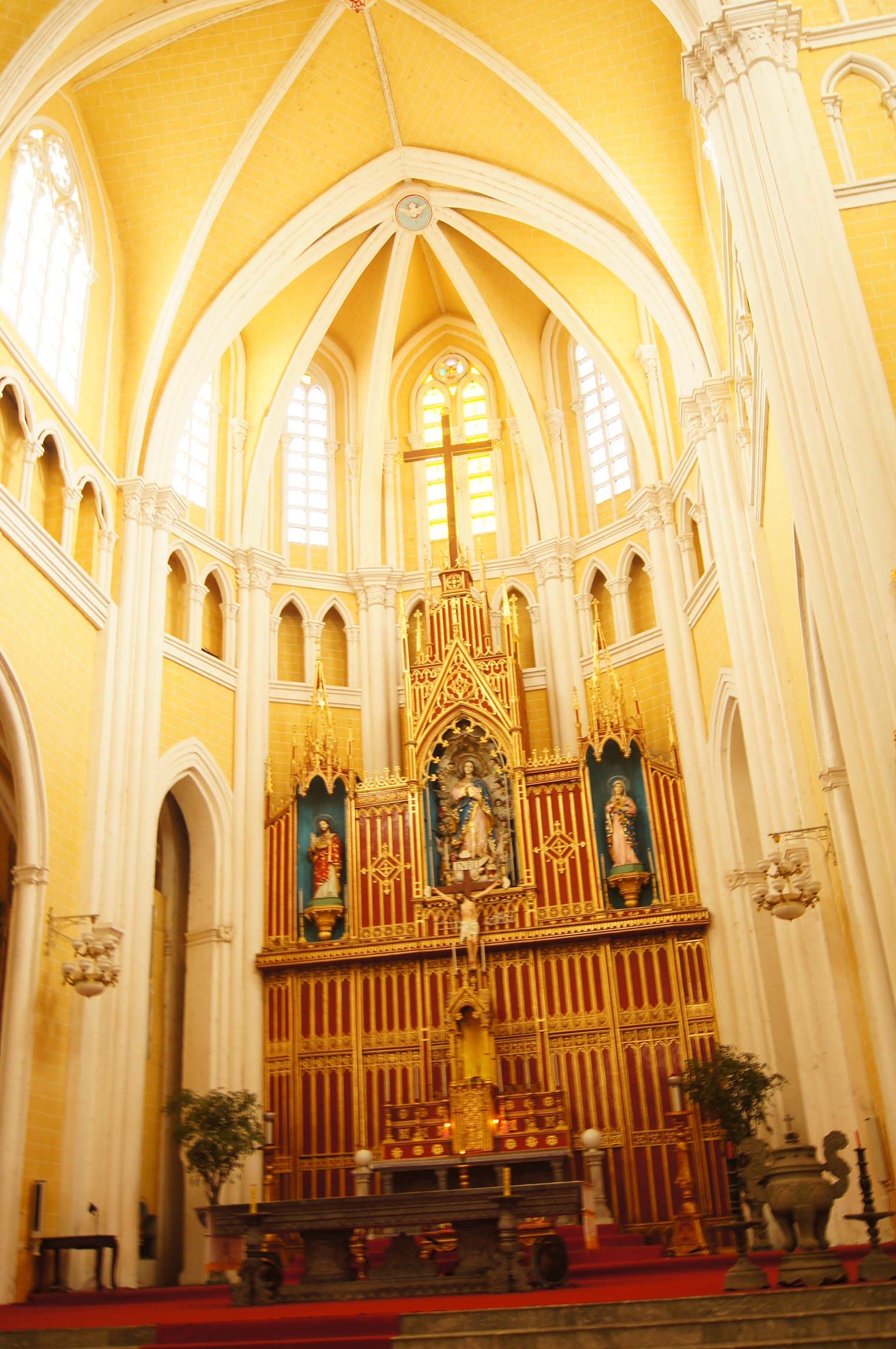
祭台

在教堂前面的广场上，有两个纪念碑。左侧的纪念碑高15米，是83位殉道圣人的坟墓。右侧的纪念柱高17米，顶部是圣道明雕像。